# Th2
Th2 – polskie oznaczenie parowozu towarowego pruskiej serii G4¹ (późniejsze oznaczenie DRG BR 53¹). 

## Historia
Parowozy pruskiej serii G4¹ były produkowane przez fabrykę Union w Królewcu przed I wojną światową. Ogółem zbudowano 140 egzemplarzy. Ze względu na przestarzałą konstrukcję oraz niskie osiągi wycofano je z użytku w Niemczech już w latach 20. XX w. W Polsce PKP użytkowało 8 sztuk tych lokomotyw.